# إد واتكينز
إد واتكينز (بالإنجليزية: Ed Watkins)‏ هو لاعب كرة قاعدة أمريكي، ولد في 21 يونيو 1877 في فيلادلفيا في الولايات المتحدة، وتوفي في 29 مارس 1933 في Kelvin, Arizona ‏ في الولايات المتحدة.

## وصلات خارجية
- إد واتكينز على موقعبيزبول رفرنس.كوم (الدوري الرئيسي) (الإنجليزية)